# Sliabh na Caillí
Sliabh na Caillí (en inglés Slieve na Calliagh) es un cerro de Irlanda (276 metros), y se sitúa en el condado de Meath, en Irlanda.

## Geografía
El cerro forma parte de las Longford Hills. Es el punto más alto del Meath y de las Longford Hills.
En su cima hay un importante sepulcro megalítico.